# نادي خجند
نادي خجند لكرة القدم هو نادي كرة قدم طاجيكي مقره في مدينة خجند، ويلعب حالياً في الدوري الطاجيكي، الدرجة الممتازة لكرة القدم في البلاد.

## الانجازات
الكأس الطاجيكي (3)1998، 2002، 2008

## روابط خارجية
- الموقع الرسمي (بالطاجيكية)